# لیزر کربن دی‌اکسید

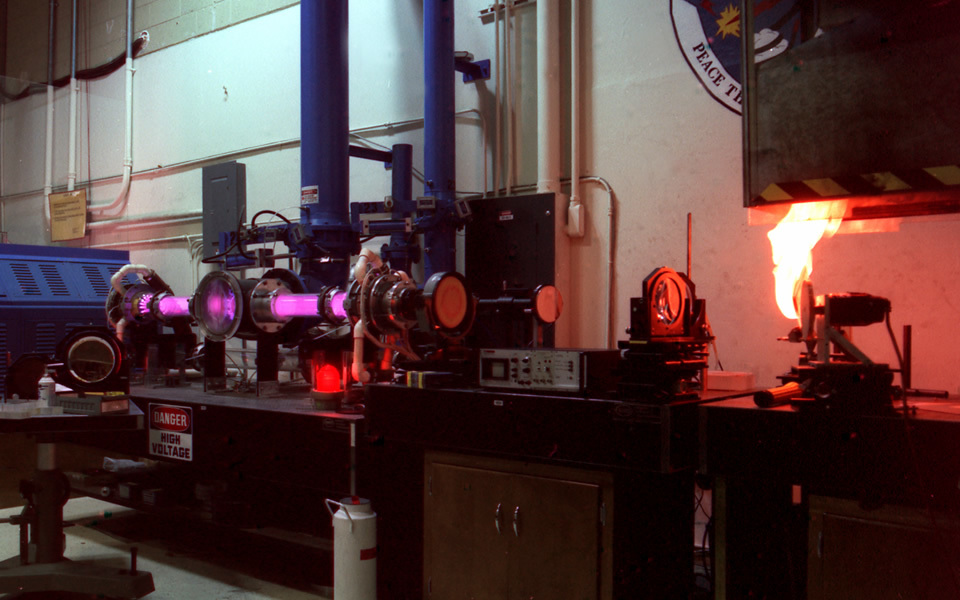
یک هدف آزمایشی در مقابل تشعشعات خروجی لیزر پر قدرت دی اکسید کربن که در حالت پیوسته کار می‌کند و ده‌ها کیلووات نور مادون قرمز ساطع می‌کند، قرار گرفته و آتش می‌گیرد و بخار می‌شود. محیط فعال لیزر که ترکیبی از گازها درون آن وجود دارد به شکل لوله‌ای به رنگ بنفش در وسط تصویر دیده می‌شود.

لیزر کربن دی‌اکسید (به انگلیسی: carbon dioxide laser) یکی از قدیمی‌ترین لیزرهای گازی است که در سال ۱۹۶۴ توسط کومار پاتل در آزمایشگاه‌های بل اختراع شد و هنوز هم یکی از مفیدترین لیزر هاست. در حال حاضر لیزر دی اکسید کربن قدرتمندترین لیزر در حالت کارکرد پیوسته است که در دسترس است. نسبت توان خروجی به توان دمیده شده تا ۲۰٪ می‌رسد. لیزرهای CO2 نور مادون قرمز با طول موج مرکزی ۹٫۴ تا ۱۰٫۶ میکرومتر تولید می‌کنند.

## تقویت
محیط فعال لیزر (محیط بهره/تقویت لیزر) تخلیهٔ در گاز است که با هوا خنک می‌شود. (در توان‌های بالا با آب خنک می‌شود) داخل لوله تخلیه، از گازهای زیر پر شده است: تقریباً ۱۰ تا ۲۰٪ کربن دی اکسید، حدود ۱۰ تا ۲۰٪ نیتروژن، درصد کمی هیدروژن و/یا زنون (معمولاً در لوله‌های مهر و موم شده استفاده می‌شود) و باقی مانده گاز هلیوم است. نسبت‌های مختلف این گازها متناسب با کاریرد لیزر انتخاب می‌شود.
وارونگی جمعیت در لیزر CO2 به ترتیب زیر صورت می‌گیرد: برخورد الکترون، حرکات ارتعاشی نیتروژن را تحریک می‌کند. به علت اینکه مولکول‌های نیتروژن فقط از یک نوع اتم تشکیل شده است، نمی‌تواند انرژی خود را به صورت فوتون آزاد کند و مولکول‌های برانگیخته آن برای مدت طولانی در حالت شبه پایدار باقی می‌مانند. انتقال انرژی ضربه‌ای بین نیتروژن و دی اکسید کربن موجب تحریک ارتعاشی مولکول‌های دی اکسید کربن می‌شود و وارونگی جمعیت مورد نظر برای شروع کارکرد لیزر فراهم می‌شود. مولکول‌های نیتروژن در سطح برانگیخته پایین‌تر باقی می‌ماند و سقوط آنها به سطح انرژی پایه با برخورد به اتم‌های سرد (کم انرژی) هلیوم اتفاق می‌افتد. اتم‌های هلیوم داغ باید به منظور ایجاد وارونگی جمعیت در مولکول‌های کربن دی اکسید، سرد شوند. در لیزرهای مهر و موم شده این کار با برخورد اتم‌های هلیوم به دیواره لوله انجام می‌گیرد. در لیزرهای جاری شونده، یک جریان مداوم از گاز کربن دی اکسید و نیتروژن توسط تخلیهٔ در پلاسما تحریک می‌شود و ترکیبی از گازهای داغ ازکاواک خارج می‌شود.

## ساختار
بعلت اینکه لیزرهای CO2 در محدوده مادون قرمز کار می‌کنند، مواد ویژه‌ای برای ساخت آنها لازم است. معمولاً آینه‌ها از جنس نقره است در حالیکه پنجره‌ها (روزنه‌ای در کاواک که فوتون‌ها از لیزر خارج می‌شوند) و عدسی‌ها از ژرمانیوم و سلنید-روی ساخته می‌شوند. برای توان‌های بالا از آینه با جنس طلا استفاده می‌شود. همچنین از الماس نیز برای ساخت پنجره‌ها و عدسی استفاده می‌شود. قیمت الماس بسیار بالاست اما استحکام و هدایت گرمایی، آن را گزینه مناسبی برای ساخت لیزرهای با توان بالا می‌کند.
ساده‌ترین حالت یک لیزر CO2، از لوله حاوی گاز (با ترکیباتی که در بالا اشاره شد)، یک آینه با ضریب انعکاس ۱۰۰٪ در یک انتها و یک آینه با ضریب انعکاس ۹۰٪ در طرف مقابل به عنوان خروجی، تشکیل یافته است.
می‌توان لیزر CO2 را برای کارکرد در حالت پیوسته و با توانی از چند میلی وات تا چند صد کیلووات ساخت همچنین به آسانی می‌توان با استفاده از سوئیچ کیو و آینه چرخان یا کلید الکترو اپتیکی، لیزر را در حالت کارکرد ناپیوسته (پالسی) قرار داد و توان‌های تا چند گیگاوات دریافت کرد.

## کاربردها

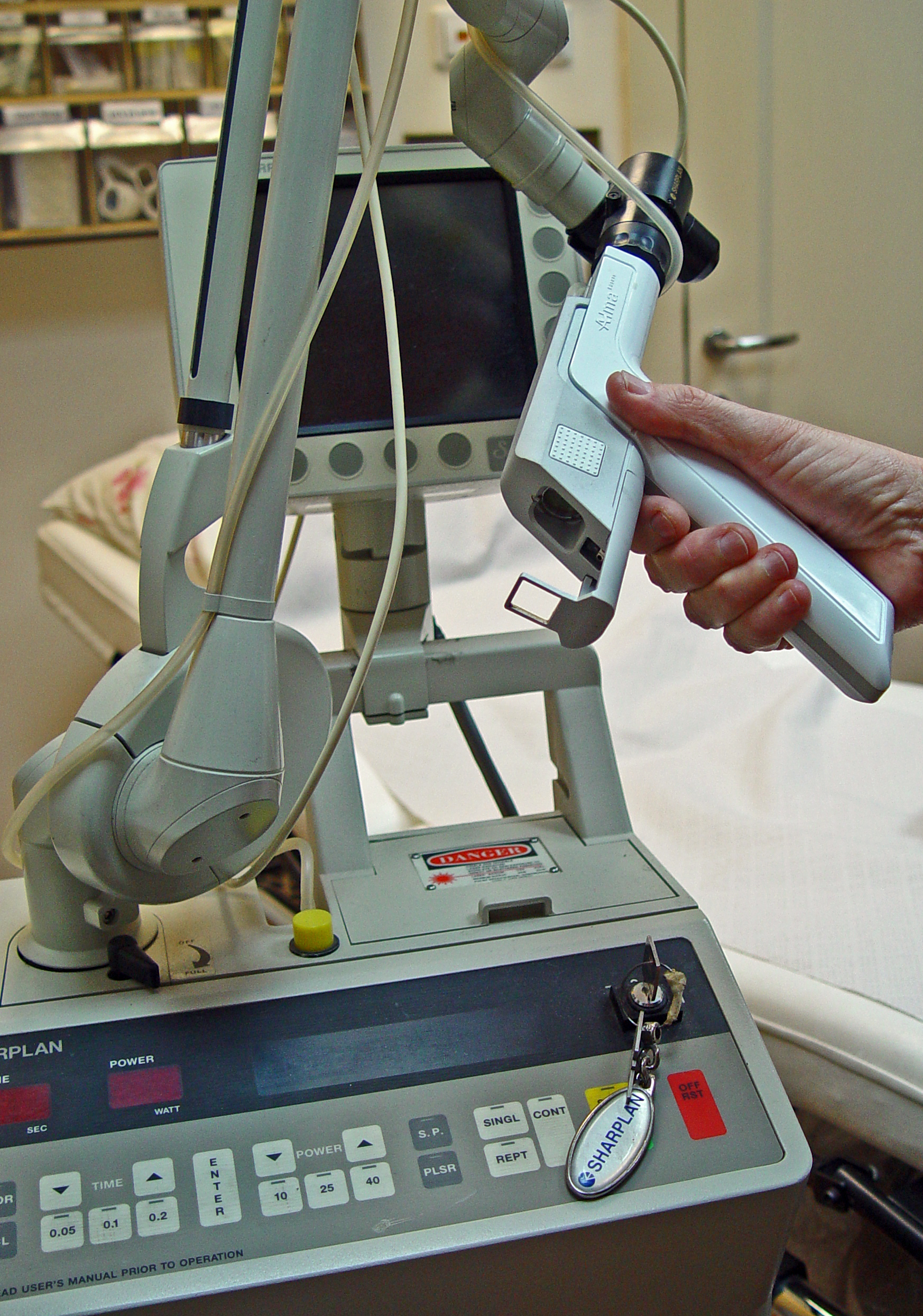
لیزر CO_{2} پزشکی

### صنعتی (برش و جوشکاری)
به دلیل داشتن توان بالا و همچنین قیمت مناسب، لیزرهای CO2 به طور معمول در صنعت برای برش و جوشکاری مورد استفاده قرار می‌گیرد. لیزرهای با توان پایین‌تر در حکاکی استفاده می‌شود.

### پزشکی (جراحی بافت نرم)
این لیزرها همچنین در عمل جراحی بسیار کاربرد دارند. علت اینست که آب (تشکیل دهنده بافت‌های بیولوژیکی)، طول موج مادون قرمز را به خوبی جذب می‌کند که می‌توان در ترمیم پوستی استفاده کرد. دانشمندان در حال کار برای جوش زدن پوست توسط امواج لیزر CO2 به عنوان جایگزینی برای بخیه سنتی هستند.

### سایر کاربردها
به دلیل اینکه جو زمین در برابر نور مادون قرمز کاملاً شفاف است، از لیزر CO2 به منظور فاصله سنجی با لیدار در صنایع نظامی استفاده می‌شود.